# مناحيم ياري
مناحييم ياري Menahem E. Yaari (ولد في 26 أبريل 1935) اقتصادي إسرائيلي. عمل بروفيسورا للاقتصاد الرياضياتية في الجامعة العبرية في القدس، ورئيسا للجامعة المفتوحة الإسرائيلية من عام 1992 إلى 1997.
حصل على جائزة إسرائيل عام 1987، وجائزة روتشيلد في العلوم الاجتماعية عام 1994، وجائزة إيميت EMET في العلوم الاجتماعية عام 2012.

## حياته
ولد ياري في القدس في فلسطين تحت الانتداب البريطاني. 
حصل على درجة البكالوريوس في الاقتصاد والفلسفة من الجامعة العبرية في القدس عام 1958. وحصل على درجة الدكتوراه في الاقتصاد والإحصاء من جامعة ستانفورد عام 1962. 
من عام 1962 إلى عام 1967، عمل ياري أستاذًا مساعدًا وأستاذًا مشاركًا في جامعة ييل في نيو هيفن في ولاية كونيتيكت، وعضوًا في مؤسسة كاولز للأبحاث في الاقتصاد في الجامعة.  
ومن عام 1967 إلى عام 1970 عمل محاضرًا وأستاذًا مشاركًا في الاقتصاد وفلسفة العلوم في الجامعة العبرية في القدس.  ومنذ عام 1971 أصبح ياري أستاذًا للاقتصاد الرياضي في جامعة شونبرون، ومن عام 1971 إلى عام 1973 كان رئيسًا لقسم الاقتصاد بالجامعة.   
وعمل من عام 1968 إلى 1975 عمل محررا في صحيفة إكونوميتريكا.
منذ عام 1969 عمل زميلًا في جمعية الاقتصاد القياسي، ومنذ عام 1988 ياري عضوًا أجنبيًا في الأكاديمية الأمريكية للفنون والعلوم، ومنذ عام 1991 عضوًا في الأكاديمية الإسرائيلية للعلوم والعلوم الإنسانية، ومنذ عام 1993 عضوًا في الأكاديمية الإسرائيلية للعلوم والإنسانيات، ومنذ عام 1996 زميلًا في أكاديمية برلين براندنبورغ للعلوم.   وهو العضو المؤسس للمجلس العلمي الدولي IPSO (منظمة العلوم الإسرائيلية الفلسطينية) منذ عام 2003، ورئيس الأكاديمية الإسرائيلية للعلوم والإنسانيات من عام 2004 إلى عام 2010، وعضو في الجمعية الفلسفية الأمريكية منذ عام 2008.      
حصل ياري على جائزة إسرائيل عام 1987، وجائزة روتشيلد في العلوم الاجتماعية عام 1994، وجائزة EMET في العلوم الاجتماعية عام 2012.     
كما كان مدير المعهد الإسرائيلي للدراسات المتقدمة.  وبعد ذلك، كان رئيسًا لجامعة إسرائيل المفتوحة من عام 1992 إلى عام 1997، خلفًا لنحميا ليفتسيون، وخلفه إلياهو نيسيم.  